# Максимівка (Запорізький район)
Макси́мівка — село в Україні, Запорізькому районі Запорізької області. Входить до складу Михайло-Лукашівської сільської громади.

## Географія
Село Максимівка знаходиться за 2 км від сіл Васильківське і Новофедорівка. По селу протікає пересихаючий струмок з загатою.
Село розташоване за 27 км від міста Вільнянськ, за 60 км від обласного центра. Найближча залізнична станція — Вільнянськ — розташована за 30 км від села.

## Історія
Село було засноване у першій половині XIX ст. Тут знаходились земельні володіння поміщика Максима Дякова. З Полтавщини сюди переселились кріпацькі сім'ї. Село було назване ім'ям поміщика — Максимівка, існувала і друга назва села — Дякове.
7 (20) листопада 1917 року, відповідно до Третього Універсалу Української Центральної Ради, увійшло до складу Української Народної Республіки.
У 1927 р. утворено ТСОЗ, на базі якого в 1933 р. було організовано колгосп «Авангард».
В 1932–1933 селяни пережили сталінський геноцид.
День села відзначається 20 вересня. У цей день 1943 р. с. Максимівка було визволено Червоною Армією.
До 2020 року було центром Максимівської сільської ради.
12 червня 2020 року, відповідно до розпорядження Кабінету Міністрів України № 713-р «Про визначення адміністративних центрів та затвердження територій територіальних громад Запорізької області», село увійшло до складу Михайло-Лукашівської сільської громади.
19 липня 2020 року, в результаті адміністративно-територіальної реформи та ліквідації Вільнянського району, село увійшло до складу новоутвореного Запорізького району.

## Сучасність
Площа села — 179 га. Кількість дворів — 216, кількість населення на 01.01.2007 р. — 517 чол.
У центрі села розташована братська могила вояків Червоної Армії і пам'ятник односельцям, що загинули під час Другої світової війни.
У селі працює лікарня, загальноосвітня школа, будинок культури. Підприємства — Агрофірма «Авангард», ФГ «Карпенко О. І.».